# Gouvernement Vizcarra II
Pour les articles homonymes, voir Gouvernement Vizcarra.
Vizcarra I Vizcarra III
Le gouvernement Vizcarra II est le gouvernement du Pérou entre le 11 mars 2019 et le 30 septembre 2019, dont le président de la République est Martin Vizcarra.

## Historique

### Formation
Le nouveau gouvernement prête serment le 11 mars 2019. Par rapport au premier gouvernement de Martin Vizcarra, 10 ministres sont restés en fonctions et 7 nouveaux ministres sont nommés.
Pour la deuxième fois de l'histoire de la République du Pérou, un gouvernement paritaire est constitué, composé de 9 femmes et 9 hommes ministres (sans le Président du Conseil).

### Vote de confiance
Le 4 avril 2019, Salvador del Solar se rend au Congrès accompagné de son gouvernement. Il prononce un discours autour de principaux axes ; lutte contre la corruption, la croissance économique, le développement social et la décentralisation. Le débat parlementaire dure 16 heures. Le gouvernement obtient la confiance avec 42 voix pour, 27 contre et 21 abstentions.
Il est souligné que c'est le vote de confiance avec un vote d'approbation des membres du Congrès qui est le plus bas depuis 18 ans.

### Démission
Le 30 septembre 2019, Vicente Zeballos, l'actuel ministre de la Justice, est nommé président du Conseil. Le gouvernement est de facto démissionnaire.

## Composition
| Portefeuille                                                    | Titulaire | Titulaire                                                  | Parti  |
| --------------------------------------------------------------- | --------- | ---------------------------------------------------------- | ------ |
| Président de la République                                      |           | Martin Vizcarra                                            | Indép. |
| Conseil des ministres                                           |           |                                                            |        |
| Président du Conseil des ministres                              |           | Salvador del Solar                                         | Indép. |
| Ministre des Affaires étrangères                                |           | Néstor Popolizio                                           | Indép. |
| Ministre de la Défense                                          |           | José Huerta (jusqu'au 24/06/2019) Jorge Moscoso            | Indép. |
| Ministre de l'Économie et des Finances                          |           | Carlos Oliva                                               | Indép. |
| Ministre de l’Intérieur                                         |           | Carlos Morán                                               | Indép. |
| Ministre de la Justice et des Droits de l'homme                 |           | Vicente Zeballos                                           | Indép. |
| Ministre de l’Éducation                                         |           | Flor Pablo                                                 | PM     |
| Ministre de la Santé                                            |           | Zulema Tomás                                               | Indép. |
| Ministre du Développement agraire et de l'Irrigation            |           | Fabiola Muñoz                                              | Indép. |
| Ministre du Travail et de la Promotion de l'emploi              |           | Sylvia Cáceres                                             | Indép. |
| Ministre de la Production                                       |           | Rocío Barrios                                              | Indép. |
| Ministre du Commerce extérieur et du Tourisme                   |           | Edgar Vásquez                                              | Indép. |
| Ministre de l'Énergie et des Mines                              |           | Francisco Ísmodes                                          | Indép. |
| Ministre des Transports et des Communications                   |           | Edmer Trujillo (jusqu'au 14/04/2019) María Jara            | Indép. |
| Ministre du Logement, de la Construction et de l'Assainissement |           | Miguel Estrada Mendoza                                     | Indép. |
| Ministre de la Femme et des Populations vulnérables             |           | Gloria Montenegro Figueroa                                 | PM     |
| Ministre de l'Environnement                                     |           | Lucía Ruiz                                                 | Indép. |
| Ministre de la Culture                                          |           | Ulla Holmquist (jusqu'au 08/07/2019) Luis Castillo Butters | Indép. |
| Ministre du Développement et de l'Inclusion sociale             |           | Paola Bustamante                                           | Indép. |